# Espace localement compact
En topologie, un espace localement compact est un espace séparé qui admet des voisinages compacts pour tous ses points. Un tel espace n'est pas nécessairement compact lui-même mais on peut y généraliser (au moins partiellement) beaucoup de résultats sur les espaces compacts. Ce sont aussi les espaces qu'on peut « rendre » compacts avec un point grâce à la compactification d'Alexandrov.

## Motivations
La compacité est une source très fertile de résultats en topologie mais elle reste une propriété très contraignante. En particulier, le fait qu'un espace métrique doit être borné pour être compact fait que les résultats concernant les espaces compacts ne sont presque jamais applicables aux espaces métriques rencontrés, qui sont très rarement bornés.
Cependant, on peut appliquer ces résultats à certains espaces métriques non bornés (notamment aux espaces vectoriels normés) à condition que l'objet étudié respecte certaines propriétés supplémentaires, qui permettent d'y appliquer les outils développés pour les espaces compacts.
Par exemple, toute suite de points d'un compact admet une valeur d'adhérence ; le cas élémentaire du théorème de Bolzano-Weierstrass dit qu'une suite bornée de points de ℝ (ou plus généralement de ℝn) admet une valeur d'adhérence. Or ni ℝ ni ℝn ne sont compacts, mais en ajoutant « bornée » on peut conclure quelque chose, car ℝ et ℝn sont localement compacts. De même, dans un espace métrique localement compact, toute suite bornée possèdera une sous-suite convergente.

## Définitions
Un espace topologique X est dit localement compact s’il est séparé (cette condition de séparation est parfois omise)[réf. nécessaire] et si tout point x élément de X admet un voisinage compact, autrement dit si x appartient à un ouvert relativement compact (c'est-à-dire d'adhérence compacte, ou encore : inclus dans un compact).
Cette définition implique la caractérisation suivante (parfois prise comme définition) : un espace topologique séparé X est localement compact si et seulement si tout point de X admet une base de voisinages compacts.

## Propriétés
Tout espace compact est localement compact.
Dans un espace localement compact, tout compact est inclus dans un ouvert relativement compact.
Comme (par définition) toute « propriété topologique », la compacité locale est conservée par homéomorphismes.
Elle est aussi conservée par produits finis.
Un sous-espace Y d'un espace localement compact X est lui-même localement compact si et seulement s'il peut s'écrire comme la différence de deux fermés de X : Y = F1\F2.
En particulier, tous les ouverts et les fermés d'un espace localement compact sont localement compacts.
Tout espace localement compact est complètement régulier, mais pas nécessairement normal (la planche de Tychonoff épointée est un contre-exemple).
Tout espace localement compact est un espace de Baire, c'est-à-dire que la conclusion du théorème de Baire s'y applique : une union dénombrable de parties nulle part denses (c'est-à-dire dont l'intérieur de l'adhérence est vide) est d'intérieur vide.
Les quotients d'espaces localement compacts sont les k-espaces.
Un espace localement compact est σ-compact :
- (si et) seulement s'il est hémicompact[5],[6],[7] ;
- si (et seulement si) il est de Lindelöf[8].

Tout espace hémicompact à bases dénombrables de voisinages est localement compact,.

## Exemples
- L'espace ℝ des réels est le prototype d'espace localement compact mais non compact.
- Le produit fini ℝn, pour tout entier n > 0, hérite de ces deux propriétés.
- Tout espace homéomorphe à un tel ℝn également : par exemple ℂm (pour tout entier m > 0), l'intervalle ]0, 1[ ou le disque ouvert {z ∈ ℂ | |z| < 1} du plan complexe.
- Plus généralement, toute variété topologique (même sans base dénombrable) est localement compacte.
- Tout espace discret est localement compact.
- En revanche, les espaces suivants ne sont pas localement compacts :
  - le produit infini ℕℕ ;
  - le sous-espace ℚ de ℝ (puisqu'une suite bornée de rationnels n'a pas toujours de valeur d'adhérence rationnelle) ;
  - les espaces vectoriels topologiques séparés de dimension infinie (rencontrés en analyse fonctionnelle) ;
  - le « demi-plan ouvert plus un point » : {(0, 0)} ∪ {(x, y) ∈ ℝ2 | x > 0} c'est-à-dire les points du plan d'abscisse strictement positive plus l'origine. Dans ce cas, c'est justement l'origine qui pose un problème, car elle n'a aucun voisinage compact.